# Anne Warner
Anne Warner, född den 24 augusti 1954 i Boston, Massachusetts, är en amerikansk roddare.
Hon tog OS-brons i åtta med styrman i samband med de olympiska roddtävlingarna 1976 i Montréal.